# Armenski jezik
Armenski jezik (armenski: Հայերէն (Hayeren), Հայերեն լեզու (Hayeren lezou); ISO 639-3: hye) jest jezik Armenaca, član armenske skupine indoeuropske porodice jezika. Ima mnogo elemenata posuđenih od susjednih jezika, osobito perzijskog, grčkog i sirijskog. Od ostalih indoeuropskih jezika razlikuje se ne samo osobitošću svojih oblika, nego i glasovnim sustavom koji je pod utjecajem susjednih kavkaskih jezika.  Armenskim jezikom govori preko tri milijuna ljudi u Armeniji, a u cijelom svijetu preko 6 300 000.
Zajedno s indoiranskim, baltoslavenskim, albanskim i tračkim jezicima pripada satemskoj skupini, ali važno je napomenuti da je podjela na satemske i kentumske jezike danas izgubila značaj i da armenski stoga tvori svoju vlastitu granu unutar indoeuropske porodice.
Klasični armenski jezik živi samo kao jezik crkve i znanosti.
Ima (SIL) mnogo narječja: istočnoarmensko, erevansko, tbiliško (tifliško), karabaško, šamaško, astrahansko, džulfsko, aguliško, khvoysko-salmstsko, urmijsko-maraghsko, artvinsko, karinsko, mussko (musch), vansko, tigranakertsko, kharberdsko, shabin-karahissarsko, trapezuntsko, hamshensko, malatijsko, cilicijsko, sirsko, arabkirsko, aknsko, sebastsko, evdokijsko, smirnsko, sjevernokomedijsko, carigradsko, rodostsko, krimsko i aškaričko.

## Vanjske poveznice
- Ethnologue (14th)
- Ethnologue (15th)